# Carlos Romero Barceló
Pour les articles homonymes, voir Carlos Romero.
 (juin 2019).
Si vous disposez d'ouvrages ou d'articles de référence ou si vous connaissez des sites web de qualité traitant du thème abordé ici, merci de compléter l'article en donnant les références utiles à sa vérifiabilité et en les liant à la section « Notes et références ».
Carlos Antonio Romero Barceló  surnommé « El Caballo » (né le 4 septembre 1932 à San Juan et mort le 2 mai 2021 dans la même ville) est un homme politique portoricain qui est le cinquième gouverneur du Commonwealth de Porto Rico de 1977 à 1985, le second issu du Nouveau Parti progressiste (NPP), et commissaire résident de 1993 à 2001.

## Biographie

### Jeunesse et formation
Romero Barceló est le petit-fils d'Antonio R. Barceló, ancien chef du Parti Union et défenseur de l'indépendance de Porto Rico au début du XXe siècle.
Romero étudie à l'Académie Perpetuo Socorro à Miramar puis au collège Saint Johns à Condado (Santurce). Il s'installe aux États-Unis et poursuit ses études à la Phillips Exeter Academy, dans l'État du New Hampshire, où il obtient son diplôme en 1949. Il décroche ensuite un baccalauréat en sciences politiques de l'université Yale en 1953. La même année, il convole en justes noces avec Joan Dest, une jeune Américaine, dont il aura deux fils, Carlos et Andrés. De retour à Porto Rico, il commence à étudier le droit à l'université de Porto Rico, sur le campus de Rio Piedras, où il obtient son diplôme en 1956. Il installe son bureau à San Juan.
Après son divorce en 1966, il se remarie avec Kathleen Rose Donnelly, née à Baldwin, sur Long Island, dans l'État de New York. De cette union sont nés ses deux autres enfants, Juan Carlos et Melinda Kathleen.

### Maire de San Juan
Romero est l'un des membres fondateurs du Nouveau Parti progressiste en 1967. L'année suivante, il est élu maire de San Juan et prend ses fonctions en janvier 1969. Il est réélu en 1972.

### Gouverneur de Porto Rico

#### Premier mandat

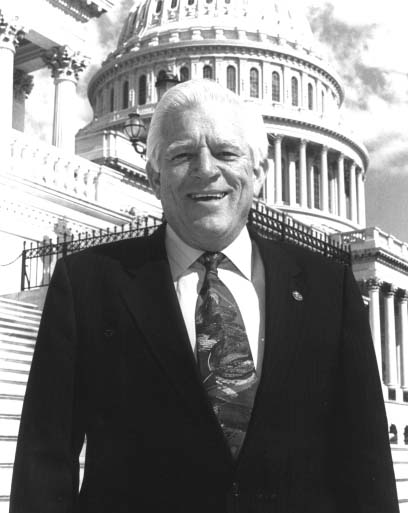
Romero-Barceló.

Le 2 novembre 1976, il est élu gouverneur de Porto Rico, battant le sortant Rafael Hernández Colón auquel il succède le 2 janvier 1977.
Il contribue à apporter des solutions économiques, bien accueillies pendant son mandat, en mettant l'accent sur le potentiel touristique de l'île. Cependant sous son administration, l’économie se redresse lentement, le chômage tombant de 19 % en 1975 à 17 % en 1979, soit une baisse décevante de 2 %. L'économie ne se rétablit pas complètement et la situation des services publics se détériore au cours de son mandat. 
Romero Barceló demeure fréquemment associé à « l'affaire du cerro Maravilla » en 1978, au cours duquel deux jeunes militants indépendantistes, qui tentaient de saboter une antenne de télécommunications, sont tués sur le cerro Maravilla dans une embuscade tendue par la police. Le département de la justice de Porto Rico, le département américain de la Justice et le FBI enquêtent sur cet incident tragique largement traité par la presse locale. En 1984, dix policiers sont inculpés et reconnus coupables de parjure, de destruction d'éléments de preuve et d'entrave à la justice, et quatre d'entre eux sont reconnus coupables de meurtre au deuxième degré. 

#### Second mandat

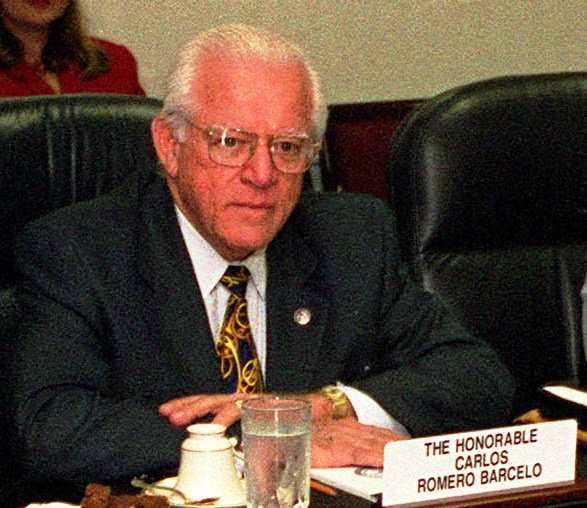
Romero-Barceló en 1999.

En 1980, il est réélu gouverneur pour un second mandat, par 3 037 voix de plus que le candidat du PPD, Rafael Hernández Colón. Le scrutin est l'un des plus serrés de l’histoire de Porto Rico, nécessitant l’intervention de la Cour suprême afin de décider si les suffrages non exprimés doivent être comptés. En particulier, l’association des étudiants de l'État de Porto Rico, dirigée par Luis Fortuño, a envoyé plus de 1 500 bulletins de vote par correspondance pour Romero Barceló, ce qui a joué un rôle important dans sa réélection. Cependant, le Nouveau Parti progressiste perd le contrôle de la législature et conserve seulement 28 des 78 municipalités de l'île. Les élections de 1980 ont été les plus controversées, de nombreux militants du PPD ayant déclaré qu'elles avaient été volées par le NPP.
Au cours de son deuxième mandat, Porto Rico est durement touché par une grave récession qui débute en 1980 et s'achève en 1983. Le chômage augmente considérablement pour atteindre 25 % en 1983, son plus haut niveau depuis la Grande Dépression.  

#### Commissaire résident
En 1992, il est élu au poste de commissaire résident de Porto Rico et réélu en 1996.